# پیچیده‌پرچمان
پیچیده‌پرچمان (نام علمی: Gyrostemonaceae) نام یک خانواده از راسته کلم‌سانان است.